# Березник (муніципальне утворення «Шилегське»)
Березник (рос. Березник) — присілок в Пінезькому районі Архангельської області Російської Федерації.
Населення становить 20 осіб. Входить до складу муніципального утворення Шилегське муніципальне утворення.

## Історія
Від 1937 року належить до Архангельської області.
Орган місцевого самоврядування від 2004 року — Шилегське муніципальне утворення.

## Населення
| 2002 | 2010 | 2012 |
| ---- | ---- | ---- |
| 54   | ↘16  | ↗20  |